# Fimbristylis fimbristyloides
Fimbristylis fimbristyloides là loài thực vật có hoa trong họ Cói. Loài này được (F.Muell.) Druce mô tả khoa học đầu tiên năm 1917.